# Глобальний сертифікат
Глобальний сертифікат — документ, що містить інформацію про випуск цінних паперів, оформляється емітентом після завершення емісії цінних паперів, зберігається Центральним депозитарієм цінних паперів, а у випадках, встановлених Законом України Про депозитарну систему України, — Національним банком України, та є підставою для зберігання і обліку відповідних цінних паперів та обліку зобов'язань емітента за відповідним випуском цінних паперів.
Порядок оформлення, ведення обліку глобальних сертифікатів і тимчасових глобальних сертифікатів та їх реквізити визначаються Положенням про глобальний сертифікат та тимчасовий глобальний сертифікат [Архівовано 24 жовтня 2014 у Wayback Machine.]